# Oxyeleotris wisselensis
Oxyeleotris wisselensis là một loài cá trong họ Eleotridae. Chúng là loài đặc hữu của Tây Papua (Indonesia).